# Pleurozium splendens
Pleurozium splendens là một loài Rêu trong họ Hylocomiaceae. Loài này được (Hedw.) Mitt. miêu tả khoa học đầu tiên năm 1875.